# Donna... cosa si fa per te
Donna... cosa si fa per te è un film italiano del 1976 diretto da Giuliano Biagetti.

## Trama
Un ricco aristocratico toscano si lascia irretire da una bella ragazza a cui dà un passaggio per Roma. La ragazza cerca di commuoverlo con fasulle e patetiche storie familiari: in realtà è una prostituta che "esercita" abitualmente sulle autostrade.

## Produzione

### Cast
Del cast fanno parte Renzo Montagnani e Jenny Tamburi.

## Doppiaggio
Il doppiaggio in italiano è stato eseguito presso la Fonolimpia con la collaborazione della C.D.

## Divieto
Il film uscì col divieto ai minori di 18 anni.